# Westprignitzer Kreisringbahn
| Streckennummer: | 6944                                       |                                        |                                        |
| Kursbuchstrecke: | 811 (1974), 120h (1946, 1944), 106v (1934) |                                        |                                        |
| Streckenlänge: | 48,8 km                                    |                                        |                                        |
| Spurweite: | 1435 mm (Normalspur)                       |                                        |                                        |
| |                                            |                                        |                                        |
| \| \| 0,0 \| Perleberg Süd ⊙ \| Perleberg Süd ⊙ \| \| \| \| Verbindung zur Strecke aus Wittenberge \| \| \| \| 1,5 \| Perleberg Nord ⊙ \| Perleberg Nord ⊙ \| \| \| \| \| \| \| \| 4,1 \| Quitzow ⊙ \| Quitzow ⊙ \| \| \| 7,0 \| Schönfeld ⊙ \| Schönfeld ⊙ \| \| \| 9,4 \| Premslin ⊙ \| Premslin ⊙ \| \| \| 11,0 \| Stavenow ⊙ \| Stavenow ⊙ \| \| \| \| von Wittenberge \| \| \| \| 14,8 \| Karstädt ⊙ \| Karstädt ⊙ \| \| \| \| nach Ludwigslust \| \| \| \| 16,5 \| Postlin ⊙ \| Postlin ⊙ \| \| \| 20,2 \| Dallmin ⊙ \| Dallmin ⊙ \| \| \| 21,7 \| Margaretental ⊙ \| Margaretental ⊙ \| \| \| 23,5 \| Karwe (Prignitz) ⊙ \| Karwe (Prignitz) ⊙ \| \| \| 24,7 \| Klüß (Prign) ⊙ \| Klüß (Prign) ⊙ \| \| \| 26,9 \| Neuhausen ⊙ \| Neuhausen ⊙ \| \| \| 28,5 \| Berge (Prign) früher Klein Berge ⊙ \| Berge (Prign) früher Klein Berge ⊙ \| \| \| \| nach Putlitz \| \| \| \| 31,4 \| Pirow ⊙ \| Pirow ⊙ \| \| \| 33,9 \| Vahrnow ⊙ \| Vahrnow ⊙ \| \| \| 35,1 \| Wüsten Vahrnow ⊙ \| Wüsten Vahrnow ⊙ \| \| \| 37,7 \| Baek ⊙ \| Baek ⊙ \| \| \| 39,7 \| Strigleben ⊙ \| Strigleben ⊙ \| \| \| 42,0 \| Gramzow (Prign) ⊙ \| Gramzow (Prign) ⊙ \| \| \| 43,1 \| Schlatbach \| Schlatbach \| \| \| 44,2 \| Groß Buchholz ⊙ \| Groß Buchholz ⊙ \| \| \| \| \| \| |                                            |                                        |                                        |
| Kopfbahnhof Streckenanfang (Strecke außer Betrieb) | 0,0                                        | Perleberg Süd ⊙                        | Perleberg Süd ⊙                        |
| Abzweig geradeaus und von links (Strecke außer Betrieb) |                                            | Verbindung zur Strecke aus Wittenberge | Verbindung zur Strecke aus Wittenberge |
| Bahnhof (Strecke außer Betrieb) | 1,5                                        | Perleberg Nord ⊙                       | Perleberg Nord ⊙                       |
| Verschwenkung nach links und nach rechts (Strecke außer Betrieb) |                                            |                                        |                                        |
| Strecke (außer Betrieb) · Haltepunkt / Haltestelle (Strecke außer Betrieb) | 4,1                                        | Quitzow ⊙                              | Quitzow ⊙                              |
| Strecke (außer Betrieb) · Haltepunkt / Haltestelle (Strecke außer Betrieb) | 7,0                                        | Schönfeld ⊙                            | Schönfeld ⊙                            |
| Strecke (außer Betrieb) · Haltepunkt / Haltestelle (Strecke außer Betrieb) | 9,4                                        | Premslin ⊙                             | Premslin ⊙                             |
| Strecke (außer Betrieb) · Haltepunkt / Haltestelle (Strecke außer Betrieb) | 11,0                                       | Stavenow ⊙                             | Stavenow ⊙                             |
| Strecke (außer Betrieb) · Abzweig ehemals geradeaus und von links |                                            | von Wittenberge                        | von Wittenberge                        |
| Strecke (außer Betrieb) · Bahnhof | 14,8                                       | Karstädt ⊙                             | Karstädt ⊙                             |
| Strecke (außer Betrieb) · Abzweig ehemals geradeaus und nach links |                                            | nach Ludwigslust                       | nach Ludwigslust                       |
| Strecke (außer Betrieb) · Haltepunkt / Haltestelle (Strecke außer Betrieb) | 16,5                                       | Postlin ⊙                              | Postlin ⊙                              |
| Strecke (außer Betrieb) · Bahnhof (Strecke außer Betrieb) | 20,2                                       | Dallmin ⊙                              | Dallmin ⊙                              |
| Strecke (außer Betrieb) · Haltepunkt / Haltestelle (Strecke außer Betrieb) | 21,7                                       | Margaretental ⊙                        | Margaretental ⊙                        |
| Strecke (außer Betrieb) · Haltepunkt / Haltestelle (Strecke außer Betrieb) | 23,5                                       | Karwe (Prignitz) ⊙                     | Karwe (Prignitz) ⊙                     |
| Strecke (außer Betrieb) · Haltepunkt / Haltestelle (Strecke außer Betrieb) | 24,7                                       | Klüß (Prign) ⊙                         | Klüß (Prign) ⊙                         |
| Strecke (außer Betrieb) · Haltepunkt / Haltestelle (Strecke außer Betrieb) | 26,9                                       | Neuhausen ⊙                            | Neuhausen ⊙                            |
| Strecke (außer Betrieb) · Bahnhof (Strecke außer Betrieb) | 28,5                                       | Berge (Prign) früher Klein Berge ⊙     | Berge (Prign) früher Klein Berge ⊙     |
| Strecke (außer Betrieb) · Abzweig geradeaus und nach links (Strecke außer Betrieb) |                                            | nach Putlitz                           | nach Putlitz                           |
| Strecke (außer Betrieb) · Haltepunkt / Haltestelle (Strecke außer Betrieb) | 31,4                                       | Pirow ⊙                                | Pirow ⊙                                |
| Strecke (außer Betrieb) · Bahnhof (Strecke außer Betrieb) | 33,9                                       | Vahrnow ⊙                              | Vahrnow ⊙                              |
| Strecke (außer Betrieb) · Haltepunkt / Haltestelle (Strecke außer Betrieb) | 35,1                                       | Wüsten Vahrnow ⊙                       | Wüsten Vahrnow ⊙                       |
| Strecke (außer Betrieb) · Bahnhof (Strecke außer Betrieb) | 37,7                                       | Baek ⊙                                 | Baek ⊙                                 |
| Strecke (außer Betrieb) · Haltepunkt / Haltestelle (Strecke außer Betrieb) | 39,7                                       | Strigleben ⊙                           | Strigleben ⊙                           |
| Strecke (außer Betrieb) · Haltepunkt / Haltestelle (Strecke außer Betrieb) | 42,0                                       | Gramzow (Prign) ⊙                      | Gramzow (Prign) ⊙                      |
| Strecke (außer Betrieb) · Brücke über Wasserlauf (Strecke außer Betrieb) | 43,1                                       | Schlatbach                             | Schlatbach                             |
| Strecke (außer Betrieb) · Haltepunkt / Haltestelle (Strecke außer Betrieb) | 44,2                                       | Groß Buchholz ⊙                        | Groß Buchholz ⊙                        |
| Strecke nach links (außer Betrieb) · Strecke nach rechts (außer Betrieb) |                                            |                                        |                                        |

Die Westprignitzer Kreisringbahn war eine normalspurige Eisenbahnstrecke im Nordwesten des Landes Brandenburg. Als Besonderheit führte die Strecke tatsächlich in einem Ring von Perleberg über Karstädt und Berge (Prignitz) zurück nach Perleberg.

## Verlauf

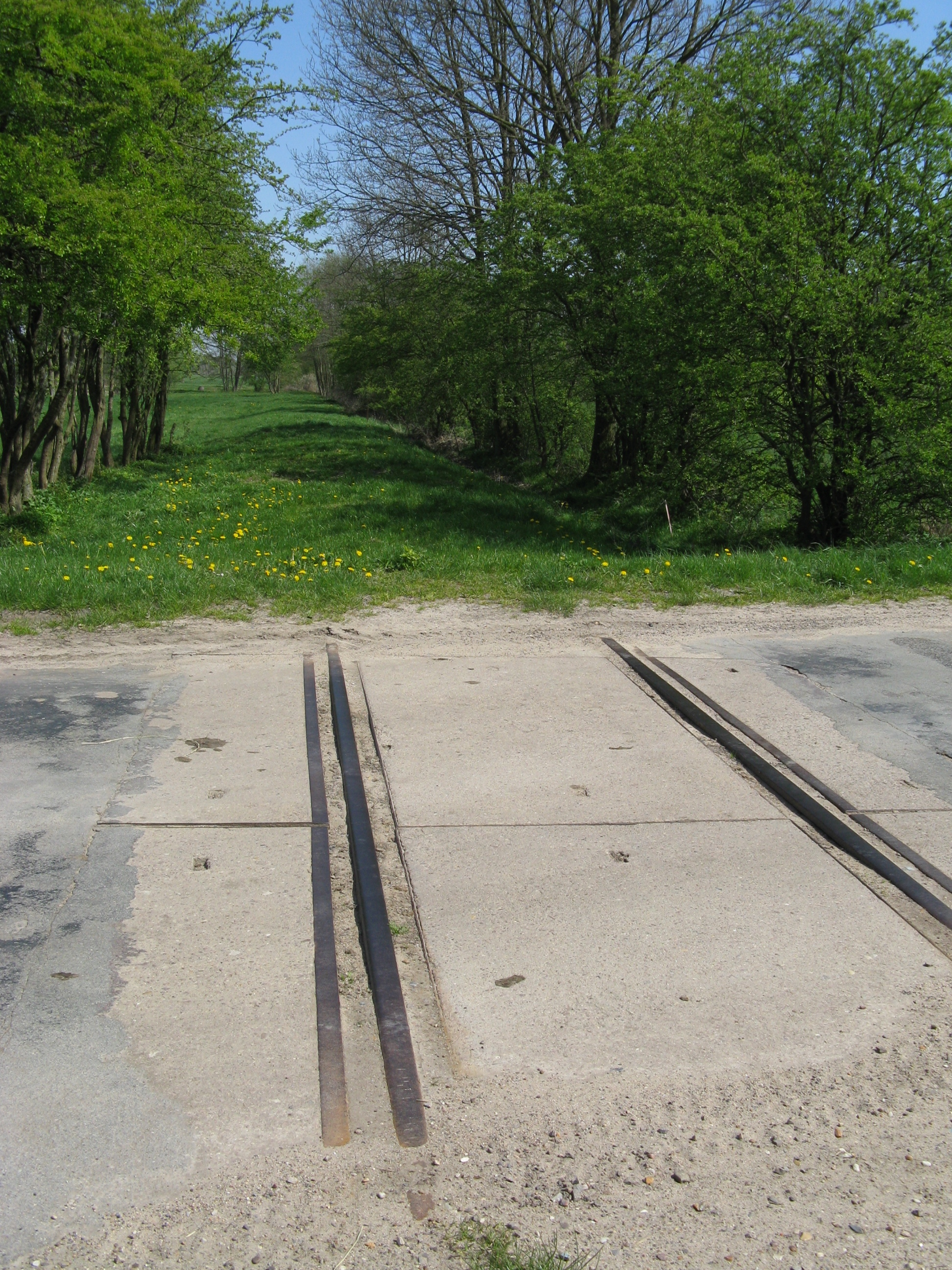
Gleisreste an einem Bahnübergang südlich von Klüß

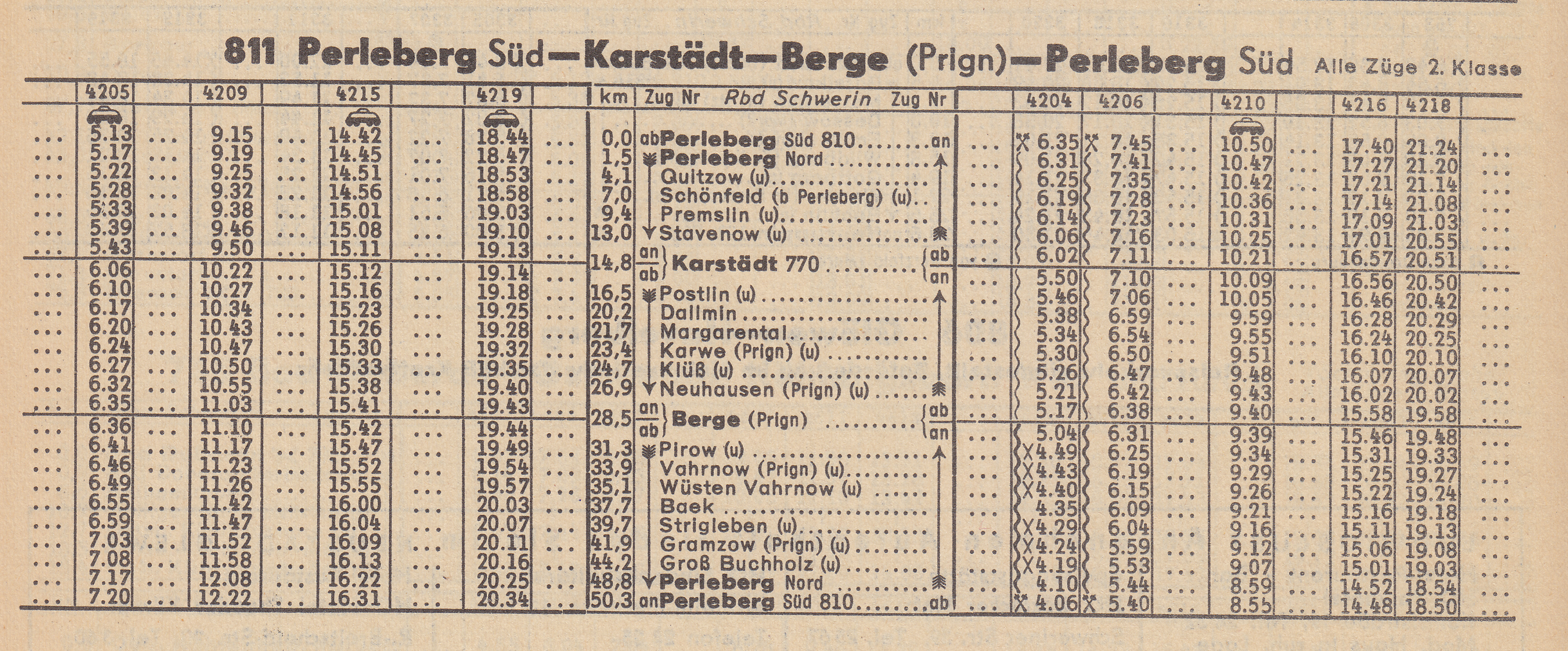
KBS 811 DR Prignitzer Kreisringbahn Winter 1971/72

Die Strecke begann im Bahnhof Perleberg Süd gegenüber dem Bahnhof Perleberg an der Bahnstrecke Wittenberge–Strasburg. Zwischen beiden Strecken gab es ein Verbindungsgleis. Nach 1,5 Kilometern erreichte die Strecke den Bahnhof Perleberg Nord, wo sie sich in einen Ast nach Karstädt und einen nach Berge verzweigte. Die Strecke führte zunächst in der Nähe der heutigen Bundesstraße 5 nach Nordwesten. In Karstädt erreichte sie die Berlin-Hamburger Bahn. Die Kreisringbahn hatte einen separaten Bahnhof gegenüber dem Staatsbahnhof. Über Dallmin führte sie weiter nach Nordosten. Mit Klüß bediente die Strecke auch einen mecklenburgischen Ort. Der Bahnhof lag allerdings wenige Meter südlich des Dorfes noch auf preußischem, heute brandenburgischem, Gebiet. Berge (Prignitz) (früher Klein Berge) war neben Karstädt der wichtigste Unterwegsbahnhof der Strecke, die dort ihren nördlichsten Punkt erreichte. Hier zweigte eine gleichfalls zur Kreisbahn gehörende Strecke nach Putlitz ab. Weiter führte die Ringbahn über Baek nach Strigleben, wo sie ihren östlichsten Punkt erreichte. Über Gramzow und Groß Buchholz verlief sie dann wieder nach Perleberg Nord. Die Züge verkehrten von dort weiter nach Perleberg Süd.

## Geschichte
Um die Jahrhundertwende zum 20. Jahrhundert wurde die Prignitz zwischen der Berlin-Hamburger Bahn und der Bahnstrecke Neustadt–Meyenburg nach und nach von weiteren normal- und schmalspurigen Bahnstrecken erschlossen. Neben der Wittenberge-Perleberger Eisenbahn und der Prignitzer Eisenbahn (siehe Bahnstrecke Wittenberge–Strasburg) entstanden mehrere normal- und schmalspurige Strecken. Die Ringbahn der Westprignitzer Kreiskleinbahn war dabei eine der letzten. Am 6. Dezember 1911 fand die Eröffnungsfahrt auf der Ringbahn und auf der Zweigstrecke von Klein Berge nach Putlitz statt, nachdem auf dem Westring Perleberg–Karstädt–Klein Berge schon am 4. Oktober 1911 der Güterverkehr aufgenommen worden war.
Das Zugangebot blieb stets mäßig. In den Jahren nach der Eröffnung der Strecke verkehrten auf ihr drei, in den 1930er Jahren täglich etwa fünf Zugpaare, je nach Streckenabschnitt und Wochentag leicht abweichend. Darunter waren sowohl Züge, die den gesamten Ring befuhren, als auch Züge von Perleberg über Karstädt, Klein Berge nach Putlitz. Der Güterverkehr diente vor allem der Landwirtschaft sowie zeitweise dem Braunkohleabbau in einer Grube bei Vahrnow.
1914/15 wurden 117.310 Personen und 68.085 t Güter auf der Ringbahn einschließlich des Abzweiges nach Putlitz befördert.
1940 wurden die normal- und schmalspurigen Kleinbahnen in einer Organisation, den Kleinbahnen der Kreise West- und Ostprignitz, zusammengefasst. Nach dem Zweiten Weltkrieg kamen die Strecke und die Fahrzeuge am 1. April 1949 zur Deutschen Reichsbahn. Am Betrieb änderte sich auf der Strecke wenig. 1968 wurde der Verkehr auf der Zweigstrecke nach Putlitz eingestellt, Am 28. September 1975 folgte die Einstellung der eigentlichen Ringbahn. Zuletzt befuhren täglich vier Personenzüge den Ring im Uhrzeigersinn und fünf, sonntags drei, in der Gegenrichtung.
Der größte Teil der Strecke wurde in den folgenden Jahren abgebaut. Es verblieb nur der Abschnitt von Perleberg nach Karstädt, der als Umfahrungsmöglichkeit des Bahnhofes Wittenberge vorgehalten, und weiter bis Margaretental, wo noch ein Güteranschluss bedient wurde. Die Strecke zwischen Quitzow und Margaretental über Karstädt wurde am 1. Dezember 1992 stillgelegt, der Güterverkehr Perleberg–Quitzow offiziell am 1. Oktober 1994 eingestellt. Als Bahnhofsgleis wurde der Anschluss in Quitzow noch bis 2002 bedient. In den 1990er Jahren wurden die Restabschnitte abgebaut. Heute gibt es auf einigen Abschnitten der Strecke, wie etwa seit 2008 zwischen Dallmin und Postlin, einen Radweg. Dort erinnert am Kilometer 18,3 eine Gedenktafel an den „Kaiserhaltepunkt“. Bis dorthin fuhr in den ersten Betriebsjahren der Strecke einige Male ein Sonderzug für Kaiser Wilhelm II., der Victor von Podbielski auf dessen Gut Dallmin besuchte.